# Mike Parker (typographe)
Mike Parker est un typographe et créateur de caractères américain, né le 1er mai 1929 à Londres, et mort le 23 février 2014 à Portland.
Parker est directeur typographique de Mergenthaler Linotype Company entre 1959 et 1981. Avec Matthew Carter, il fonde en 1981 la fonderie de caractères numérique Bitstream. Il travaille ensuite comme consultant.

## Biographie
Mike Parker naît à Londres le 1er mai 1929. Sa famille retourne aux États-Unis en 1942,. Fils d'un géologue, il s'intéresse à la peinture durant sa jeunesse, avant de réaliser qu'il souffre de daltonisme. Étudiant à l'université Yale, il obtient un diplôme de premier cycle en architecture et une maîtrise (master's degree) en design.
En 1958, Mike Parker est employé au musée Plantin-Moretus d'Anvers et développe un intérêt pour la typographie en classant des matrices de caractères datant du XVIe siècle,. Durant les années 1960 et 1970, il travaille pour la firme Mergenthaler Linotype Company,. Assistant de Jackson Burke (en), il lui succède au poste de directeur typographique en 1961,. Il enrichit de plus de 1 000 polices de caractères la librairie des machines à composer Linotype, utilisées dans l’imprimerie,. Il adapte notamment la police Neue Haas Grotesk, créée en 1957 pour la fonderie Haas, aux limitations matérielles de la machine Linotype. L'adaptation, baptisée Helvetica, devient un « standard » de la typographie,.
En 1981, après l'apparition du procédé de photocomposition, Mike Parker cofonde Bitstream avec Matthew Carter. Bitstream est la première fonderie de caractères numériques,. Il fonde une société de conseil, The Company, en 1987. En 2000, il devient consultant de la fonderie typographique Font Bureau, fondée par Roger Black et David Berlow.
En 2011, le Type Directors Club lui décerne la médaille TDC.